# Зейналов Руслан Бахтіярович
Руслан Бахтіярович Зейналов (нар. 19 червня 1982, Ворошиловград, УРСР) — український та азербайджанський футболіст, півзахисник. По завершенні кар'єри — тренер.

## Клубна кар'єра
Футболом розпочав займатися в Луганському спортінтернаті, перший тренер — О. В. Алексєєв. У 2000 році розпочав футбольну кар'єру в команді рідного міста, луганській «Зорі». Проте там виступав лише в третій лізі. Також виступав в аматорських клубах «Інтер» (Луганськ) та «Шахтар» (Свердловськ). У 2003 році перейшов до першолігового клубу, однак не українського, а латвійського, до ФК «Риги». там виступав півроку. У 2004 році перейшов у друголігову алчевську «Сталь», який боровся за підвищення в класі. Разом з командою вийшов до Вищої ліги України.
З 2006 року виступав за «Нафтовик-Укрнафту», в чемпіонаті України за «нафтовиків» дебютував 21 липня 2007 року в матчі «Нафтовик-Укрнафта» — «Шахтар» (0:3). Наприкінці 2007 року був виставлений на трансфер. Після цього перейшов у «Кримтеплицю» з Молодіжного. Він був визнаний уболівальниками найкращим гравцем «Кримтеплиці» у другому колі 17-го чемпіонату. У жовтні 2008 року клуб достроково розірвав контракт з Русланом Зейналовим.
З 2009 року виступав за чернігівську «Десну». Влітку 2009 року перейшов в «Олександрію». Дебютував у футболці «професіоналів» 19 липня 2009 року в нічийному (0:0) домашньому поєдинку 1-о туру першої ліги проти охтирського «Нафтовика-Укрнафти». Руслан вийшов на поле на 46-й хвилині, замінивши Андрія Герасименка. Дебютним голом у складі олександрійців відзначився 25 липня 2009 року на 84-й хвилині переможного (1:0) виїзного поєдинку 2-о туру першої ліги проти калінінського «Фенікс-Іллічовця». Зейналов вийшов у стартовому складі та відіграв увесь матч. У футболці ПФК «Олександрії» відіграв два з половиною сезони, за цей час у чемпіонатах України відіграв 60 матчів та відзначився 6-а голами, ще 3 матчі зіграв у кубку України. В січні 2012 року залишив розташування клубу. З 2012 року знову виступав за «Кримтеплицю», а в лютому 2013 року підсилив склад бобруйської «Білшини». Проте через травми в червні 2013 року залишив розташування білоруського клубу, а незабаром повернувся до ПФК «Олександрії». Перший матч після повернення провів 3 серпня 2013 року, в рамках 4-о туру першої ліги проти армянського «Титану» (0:0). Руслан вийшов на поле на 72-й хвилині, замінивши Василя Грицука. Дебютним, після свого повернення, голом у футболці ПФК відзначився на 95-й хвилині переможного (1:1 основний час, 5:3 — пенальті) виїзного поєдинку 2-го попереднього раунду кубку України проти донецького «Олімпіка». Зейналов вийшов у стартовому складі та відіграв увесь матч. Дебютним голом за олександрійців у першій лізі відзначився 1 вересня 2013 року на 33-й хвилині нічийного (2:2) виїзного поєдинку 8-го туру проти все того ж донецького «Олімпіка». Руслан вийшов на поле в стартовому складі, а на 87-й хвилині його замінив Володимир Бондаренко. У складі ПФК «Олександрії» того сезону в Першій лізі провів 22 поєдинки та відзначився 4-а голами, ще 2 матчі (1 гол) відіграв у кубку України. В команді виступав до літа 2014 року. У жовтні 2014 року підписав контракт з клубом «Араз-Нахічевань», який на той час виступав в азербайджанській Прем'єр-лізі. Проте вже в листопаді залишив розташування клубу так і не зігравши жодного офіційного поєдинку, в той час як «Араз» був дискваліфікований з чемпіонату.
Після початку російсько-української війни переїхав до Росії, де став виступати за аматорський клуб ПСК (Перворєченське), а з 2018 став головним тренером команди.

## Кар'єра в збірній
У травні 2008 року був викликаний до складу збірної Азербайджану німецьким фахівцем Берті Фогтсом, тоді команда повинна була зіграти в червні два матчі проти збірної Боснії та Герцеговини і проти Андорри. Але в складі збірної не зіграв, він отримав травму в процесі підготовки до матчу з Андоррою.

## Досягнення
- Перша ліга чемпіонату України
  -  Чемпіон (3): 2004/05, 2006/07, 2010/11
  -  Срібний призер (1): 2013/14

## Особисте життя
Народився і виріс в Луганську, мати — росіянка, батько — азербайджанець, але давно живе в Україні. Одружений, разом виховують доньку. Має середню освіту.